# Hemitelia stellulata
Hemitelia stellulata là một loài dương xỉ trong họ Cyatheaceae. Loài này được Col. mô tả khoa học đầu tiên năm 1886.
Danh pháp khoa học của loài này chưa được làm sáng tỏ. 